# Tōkaidō
Tōkaidō (japansk  (東海道) Toukaidou, "Den østre kystvej") var en af de fem store færdselsårer, Gokaidō (de fem veje) i Japan under Edo-perioden.
Tōkaidō gik fra shogunens hovedstad Edo (dagens Tokyo) til kejserens hovedstad Kyoto langs Honshuøens sydkyst.
Vejen var 492 kilometer lang og begyndte (som de andre fire gokaido-veje) på Nihonbashi (Japan-broen) i Edo, og gik til Sanjō Ōhashi (Den tredje bro) i Kyoto. Tōkaidō krydsede Nakasendō i "Kusatsu-juku" (holdested nr. 52).
Det tog 90 timer for et bud at tage turen.
Tōkaidō havde fra begyndelsen 53 såkaldte "shukuba" (raste-/holdesteder) langs strækningen. Rundt om disse dukkede efterhånden honjin (overnatningssteder for adels- og embedsmænd) og hatago (herberger for almindelige rejsende) op, og holdepladserne blev med tiden til byer. De 53 holdesteder blev taget fra buddhistisk litteratur, hvor Sudhana besøgte 53 åndelige rådgivere på sin rejse mod oplysning.
Endelsen -shuku eller -juku i mange japanske bynanvne kommer ofte fra en holdeplads ved en vej som Tōkaidō.
35°41′01″N 139°46′28″Ø / 35.6836°N 139.7744°Ø